# Zoltán Bock
Zoltán Bock (24. září 1920 Žilina – 8. března 1972) byl slovenský Žid a palubní střelec 311. československé bombardovací perutě.

## Život

### Před druhou světovou válkou
Zoltán Bock se narodil 24. září 1920 v Žilině v židovské rodině Hugo Bocka a Aurelie, rozené Kohnové. Vystudoval čtyři ročníky reálného gymnázia.

### Druhá světová válka
Po rozpadu Československa opustil Zoltán Bock 18. května 1939 nově vzniklý Slovenský stát a 22. června téhož roku vstoupil do francouzské cizinecké legie načež sloužil v Saidě. Po vypuknutí druhé světové války byl ze závazku uvolněn a dne 26. září 1939 prezentován u ve Francii vznikající Československé armády v zahraničí. V Agde absolvoval poddůstojnickou školu. Po pádu Francie se z jejího území neevakuoval okamžitě. Do Spojeného království připlul 28. ledna 1943 a 19. února téhož roku byl prezentován u náhradního tělesa zde působící Československé zahraniční armády. K 29. březnu 1943 byl přeřazen k letectvu a přijat do Royal Air Force. Po výcviku na palubního střelce působil od 8. prosince 1944 u 311. československé bombardovací perutě, která provozovala protiponorkové a protilodní hlídkové lety nad oceánem.

### Po druhé světové válce
Do Československa se Zoltán Bock vrátil 19. srpna 1945. Zemřel 8. března 1972.

## Vyznamenání
- Československý válečný kříž 1939
- 1946 Československá medaile za zásluhy